# Asri Welas
Asri Pramawati dite Asri Welas, née le 7 mars 1979 à Djakarta, est une actrice styliste et animatrice indonésienne.

## Biographie

### Jeunesse et formation
Née à Djakarta, d'un père originaire de Palembang et d'une mère de Yogyakarta. Elle est une descendante de la septième génération du prince Diponegoro par sa mère. Elle a grandi à Bandar Lampung.
En 1989, elle rejoint le collectif artistique de Guruh Sukarnoputra (en) en tant que danseuse. Elle est titulaire d'un double diplôme de l'université d'Indonésie.

### Carrière professionnelle
Elle est devenue célèbre après avoir joue dans Keluarga Cemara et Ali & Ratu Ratu Queens et reçu trois nominations aux 
prix de Citra pour ses performances.

### Vie personnelle
Elle est mariée avec Galiech Ridha Rahardja de 2007 à 2025. Elle est mère de trois enfants.

## Filmographie

### Cinéma
- 2021 : Ali & Ratu Ratu Queens : Biyah Sumiati Soleha